# Барнабаш Штейнметц
Барнабаш Штейнметц (угор. Barnabás Steinmetz, 6 жовтня 1975) — угорський ватерполіст.
Олімпійський чемпіон 2000, 2004 років.
Чемпіон світу з водних видів спорту 2003 року.